# Josip Lučić
Josip Lučić (Poličnik kraj Zadra, 1. srpnja 1924. – Dubrovnik, 3. prosinca 1994.) bio je hrvatski povjesničar.
Godine 1943. započeo je studij na Visokom dominikanskom filozofsko-teološkom učilištu u Dubrovniku. Studij prekida te odlazi u antifašističku borbu. Nakon rata studirao je povijest i jezike, a kasnije i i klasičnu filologiju. Doktorirao je 1964. godine u Zagrebu. Od 1973. do 1994. godine radio je u Zavodu za hrvatsku povijest Filozofskog fakulteta u Zagrebu. U svojim se znanstvenim istraživanjima najviše bavio dubrovačkom poviješću u srednjem vijeku.
Uređivao je časopise „Dubrovački horizonti” te „Radovi Zavoda za hrvatsku povijest”.

### Mrežna sjedišta
- Josip Lučić. Hrvatska enciklopedija LZMK. Pristupljeno 9. siječnja 2025.